# Tyler Laser
Tyler Amos Laser (Hillsdale, 2 maggio 1988) è un ex cestista statunitense, professionista in Europa.